# Caroline Unger-Sabatier
Caroline Maria Unger, en italià Carolina Ungher, de casada Unger-Sabatier (Viena (Àustria), 28 d'octubre, 1803 - Florència (Itàlia), 23 de març, 1877), va ser una cantant d'òpera (soprano o mezzosoprano) austríaca. Va tenir una gran carrera a Itàlia i va ser la cantant favorita de Gaetano Donizetti, que va escriure diversos papers principals per a ella.

## Biografia
Caroline Unger va ser l'única filla del matrimoni de l'escriptor Johann Carl Unger amb la baronessa Anna von Karwinska, que probablement procedia de Polònia. Aleshores la família vivia a Viena, a l'Alsergrund, en el que aleshores era el centre comunitari de la Herrengasse núm. 36 (avui Laudongasse 5), on va néixer. Va ser batejada Carolina Maria a la parròquia d'Alservorstadt. L'autora Karoline Pichler, que vivia a l'Alsergrund, figura com a padrina i escriu a les seves memòries: 
| « | <Johann Carl Unger, un petit poeta i un home ben educat que vivia al nostre barri, també es va unir al nostre cercle. La seva dona, la baronessa Karvinsky, estava a punt de donar a llum - em van demanar que bategés el seu fill, vaig estar contenta de fer-ho; - era una noia, se li va posar el meu nom i es va convertir en la famosa cantant Carolina Ungher.> | » |

Va ser la primera en el pensionat. Va estudiar un internat de noies i va estudiar cant a Viena amb Joseph Mozzati i amb la cunyada de Mozart, Aloysia Weber, amb Johann Michael Vogl i amb Domenico Ronconi; Entre els seus professors de piano hi havia el fill de Mozart Franz Xaver Wolfgang Mozart.

## Inicis a Viena, Beethoven
El febrer de 1821 va debutar al teatre Kärntnertor com Dorabella a l'òpera Così fan tutte de Mozart, encara que s'ha comprovat que Franz Schubert va assajar aquest paper amb ella. També va aparèixer freqüentment en òperes de Rossini, que en aquell moment estava a la màxima altura de la seva popularitat, incloent-hi cantant el virtuós paper principal a Tancredi amb gran aclamació l'agost de 1822. A Viena va compartir escenari amb grans estrelles internacionals com Joséphine Fodor, Domenico Donzelli i Luigi Lablache, i els primers papers composts directament per a la seva veu van ser de Michele Carafa i Saverio Mercadante.
També va aparèixer com a cantant de concert i va cantar la part contral a l'estrena de la 9a simfonia de Beethoven el 7 de maig de 1824 al "Theater am Kärntnertor". Segons Sigismund Thalberg, que estava entre el públic, va convertir el Beethoven completament sord al públic animat després del final del scherzo, també després del final del final coral.

## Grans èxits a Itàlia
El març de 1825 va anar a Itàlia amb l'empresari Domenico Barbaja, on va tenir un èxit inusual per a un cantant de parla alemanya fins al voltant de 1840 i fins i tot es va convertir en una de les prima dones més celebrades de l'època. Primer va estar a Nàpols fins al març de 1827, on va cantar, entre altres coses, Asteria a la Niobe de Giovanni Pacini al Teatro San Carlo: 19 de novembre de 1826), al costat de Giuditta Pasta en el paper principal i Luigi Lablache. A Nàpols va conèixer per primera vegada a Gaetano Donizetti, qui va compondre per a ella la protagonista femenina de la seva òpera Il borgomastro di Saardam, que es va estrenar el 19 d'agost de 1827 al Teatro del Fondo.
Des de la primavera de 1827 fins a 1829, Unger va tenir un compromís permanent a La Scala de Milà. Allà va cantar el paper d'Isoletta a l'estrena de La straniera de Bellini el 14 de febrer de 1829, al costat d'Henriette Méric-Lalande en el paper principal. En els deu anys següents va actuar alternativament en nombrosos teatres d'Itàlia, de Torí a Venècia i Trieste, i de Florència a Palerm. Va ser especialment celebrada per les seves excel·lents habilitats d'actuació: va ser considerada una de les millors actrius cantants de la seva època (la somma attrice cantante). Franz Liszt va expressar una opinió similar el 1838, considerant-la el talent dramàtic més bonic des de Giuditta Pasta i Maria Malibran.

El 17 de març de 1833, Unger va cantar el paper principal a la Parisina d'Este de Donizetti, especialment concebuda per a ella, per primera vegada al "Teatro della Pergola" de Florència, al costat del famós tenor francès Gilbert Duprez. Meyerbeer la va veure en aquest paper, i tot i que semblava haver superat el seu apogeu vocal en aquell moment, li hauria agradat haver-la escollit en el paper dramàtic de Valentine a Les Huguenots (però va acabar sent cantada per Marie Cornélie Falcon):
| « | <Die Ungher és una gran artista plena de les més altes intencions dramàtiques, i si la seva veu no fos malauradament ja aguda i de castrat,? (sic!), prefereixo compondre per a ella que per a l'extravagant Malibran. Però fins i tot tal com és, volia donar tant per tenir-la com a Sant Valentí a París.> | » |

– Giacomo Meyerbeer-
Unger també va tenir molt èxit la temporada 1833/1834 al "Théâtre Italien" de París.
Els papers estrella de Caroline Unger també van incloure Anna Bolena (Donizetti) i Lucrezia Borgia, Elena en el seu Marino Faliero -que va cantar, entre altres coses, a l'estrena italiana de l'òpera a Florència el 1836 (l'estrena havia tingut lloc a París).-, i Berta de Mercadantes a I Normanni a Parigi, que va cantar a Bolonya el 1832, entre altres llocs.
Altres dos papers que Donizetti va compondre especialment per a ella van ser l'Antonina a Belisario, estrenada el 4 de febrer de 1836 al Teatre La Fenice de Venècia, i el paper principal de la seva Maria de Rudenz, representada per primera vegada el 30 de gener de 1838 al mateix teatre. No obstant això, aquesta darrera òpera probablement va ser un fracàs a causa del llibret estranyament ombrívol, però Unger també va sospitar que Donizetti, equivocadament, la va difamar i va posar fi a la seva llarga amistat.

## Alexandre Dumas i Nikolaus Lenau, Florència
El 1835 va iniciar una relació secreta amb Alexandre Dumas mentre ell viatjava a Itàlia amb la seva futura esposa, l'actriu Ida Ferrier (1811-1859). Va esperar després que Dumas vingués a ella a Itàlia. Però l'última carta d'amor que li va escriure des de Venècia el 4 de febrer de 1836, immediatament després de l'estrena de Belisario de Donizetti, sembla que no va tenir resposta. No hi va haver reunió.
A la tardor de 1837 es va instal·lar a Florència, on va adquirir l'anomenada "Casa Bonaparte" –també anomenada "Casa Cambiagi" en honor d'un propietari posterior. L'edifici que sobreviu avui és a Via dei Renai nº. 23-25.
Quan va ser convidada a Viena a la primavera de 1839, hi va conèixer el poeta Nikolaus Lenau el 24 de juny de 1839. Aquesta relació també va ser de curta durada i aviat es va esfondrar a causa de diferències irreconciliables. Lenau, que tenia pocs ingressos, es va negar a deixar que Caroline Unger el mantibués. Tampoc volia acceptar la seva oferta de posar fi a la seva carrera escènica pel seu bé.

## Matrimoni amb François Sabatier
A Roma el 1840 va conèixer l'erudit, crític d'art i mecenes francès François Sabatier (1818–1891), que era 15 anys més jove que ella i també era conegut com el traductor del Faust (Goethe). Es va casar amb ell el 18 de març de 1841 a Florència. Després d'això, va acceptar un compromís a l'Òpera de Dresden per última vegada. El 5 de setembre de 1841 es va acomiadar del teatre d'allà en el paper d'Antonina a Belisario de Donizetti. Entre l'audiència hi havia el compositor Giacomo Meyerbeer, que va assenyalar en el seu diari que Wilhelmine Schröder-Devrient i Karoline Bauer pronunciaven cadascuna un discurs en el seu honor, i que hi havia "corones de flor" i "tota mena d'altres triomfs".

La parella Sabatier-Unger es va establir llavors a Florència, on tots dos van viure en un palau renaixentista del segle xiv que aviat es va convertir en un centre intel·lectual de la ciutat. Entre els convidats més coneguts hi havia l'historiador Otto Hartwig i l'escriptora Fanny Lewald. Ella va entusiasmar:
| « | <La bonica casa amb les seves habitacions amples i fresques ombrejades per cortines, des de les quals s'entrava a les àmplies terrasses del jardí ple de flors banyant-se en fragància; la vista que es gaudia des d'aquest cim suau de la bella vall, les converses significatives que Sabatier sabia estimular constantment perquè les ments dels marits i de la dona sempre anaven dirigides cap al gran i seriós, tenien quelcom d'encantador i alhora quelcom, elevant. Sempre hi havia una gran acollida a la casa; i va ser una de les coses més agradables que es va oferir als convidats quan Caroline va acceptar cantar una o altra de les cançons que havia composat i de tant en tant també escrites al piano.> | » |

 Entre els seus alumnes hi havia la pianista Wilhelmine Clauss-Szarvady cap al 1845, i fins al 1864 la cantant Anna Schimon-Regan i Emma La Grua, la filla dels saxons reials. La cantant de cambra Friederike Funk.
Caroline Unger va morir el 23 de març de 1877 a Florència i va ser enterrada al "Cimitero delle Porte Sante" de l'església de San Miniato al Monte, on més tard el seu marit va trobar el seu darrer lloc de descans.